# Balkholme
Balkholme är en by i civil parish Kilpin, i distriktet East Riding of Yorkshire, i grevskapet East Riding of Yorkshire, i England. Byn är belägen 6 km från Goole. Balkholme var en civil parish 1866–1935 när blev den en del av Kilpin, Eastrington och Gilberdyke. Civil parish hade 78 invånare år 1931.